# Gert Knutsson
Gert Olof Ingmar Knutsson, född 13 november 1933 i Algutsboda församling, Kronobergs län, är en svensk geolog. 
Knutsson, som är son till gravör Janne Knutsson och Judit Magnusson, blev filosofie licentiat vid Lunds universitet 1960, filosofie doktor 1971 och docent 1975. Han var assistent och forskarassistent vid Chalmers tekniska högskola 1960–1969, konsulterande geolog vid Sydsvenska Ingenjörsbyrån AB 1969, överingenjör vid Statens väg- och transportforskningsinstitut (VTI) 1969–1975, avdelningsdirektör vid Sveriges geologiska undersökning (SGU) 1975–1980 och blev professor i kulturteknik vid Kungliga Tekniska högskolan 1980. 
Knutsson har varit expert i statliga utredningar, bland annat om naturvård och vattenplanering. Han invaldes som ledamot av Kungliga Ingenjörsvetenskapsakademien 1991 och av Kungliga Krigsvetenskapsakademien 1992. Han har författat skrifter främst rörande grundvatten, materialtillgångar samt natur- och miljövård.